# ピエール・トランタン
ピエール・トランタン（Pierre Trentin、1944年5月15日 - ）は、フランス、クレテユ出身の元自転車競技（トラックレース）選手。

## 来歴
1964年東京オリンピックにおいて、1kmタイムトライアルで銅メダル。
また、1968年メキシコシティーオリンピックにおいて、1kmタイムトライアルとタンデムスプリント（ダニエル・モレロンとのペア）で金メダル、個人スプリントで銅メダルを獲得した。
この他、1972年ミュンヘンオリンピック、1976年モントリオールオリンピックにも出場している。
さらに、世界選手権自転車競技大会の1kmタイムトライアル及びタンデムスプリント（モレロンとのペア）の初代優勝者である。

## 主な戦績
1962年
- 世界選手権・アマ個人スプリント 3位

1963年
- 世界選手権・アマ個人スプリント 3位
- グランプリ・ド・パリ（アマチュア部門） 優勝

1964年
- 世界選手権・アマ個人スプリント 優勝
- 東京オリンピック・1kmタイムトライアル 3位
- グランプリ・ド・パリ（アマチュア部門） 優勝

1965年
- グランプリ・ド・パリ（アマチュア部門） 優勝

1966年
- 世界選手権・アマ1kmタイムトライアル 優勝
- 世界選手権・アマタンデムスプリント 優勝（ダニエル・モレロンとのペア）
- 世界選手権・個人スプリント 2位

1967年
- 世界選手権・アマ個人スプリント & タンデムスプリント（ダニエル・モレロンとのペア） 2位

1968年
- メキシコシティオリンピック・1kmタイムトライアル 優勝
- メキシコシティオリンピック・タンデムスプリント（ダニエル・モレロンとのペア） 優勝
- メキシコシティオリンピック・個人スプリント 3位

1969年
- 世界選手権・アマタンデムスプリント（ダニエル・モレロンとのペア） 3位
- グランプリ・ド・パリ（アマチュア部門） 優勝

1971年
- 世界選手権・1kmタイムトライアル & アマタンデムスプリント（ダニエル・モレロンとのペア） 3位